# 1510-es tatai országgyűlés
A Mátyás király uralkodását követő időszak egyik legjelentősebb eseménye volt Tata történetében az 1510. évi országgyűlés, melyet II. Ulászló magyar király tartott a hazai nemesség és külföldi követek részvételével.

## Története

### Előzmények
Az 1508. december 10-én aláírt Cambrai-i Liga Miksa német-római császár, XII. Lajos francia király és V. (Katolikus) Ferdinánd spanyol király között, névleg „a török és Velence” ellen, valójában a Velencei Köztársaság területeinek fölosztására létrejött titkos katonai-politikai egyezmény volt.
1509 elején a ligához való csatlakozásra szólították föl Magyar Királyságot, olyan dalmáciai területeket ígérve a belépésért, melyek több évtizede Velence uralma alatt álltak. A magyar király, II. Ulászló azonban nehezen kötelezte el magát Velence ellen, hiszen a Köztársaság Magyarországot anyagilag támogatta, a törökök előrenyomulása ellen pedig természetes szövetségesnek kínálkozott Velence. Így halogató lépéseket tett, melynek következményeként 1510-ben országgyűlés elé vitte a kérdést. Velence is megtette az ellenlépéseket, és követet küldött a magyar királyi udvarhoz. Ellenezte a belépést Bakócz Tamás, akit érdekei Velencéhez kötöttek, mellette volt Perényi Imre nádor, Bornemisza János főispán, kincstartó és Szatmári György pécsi püspök, kancellár.

### Az országgyűlés
II. Ulászló 1510-ben huzamosabb ideig tartózkodott Tatán, amelyet okmányok és levelek bizonyítanak, melyeket itt adott ki. Ezek tanúsága szerint kevés megszakítással az egész nyarat Tatán töltötte. Nem csak udvarát, de az országgyűlést is itt tartotta meg.
A pestis miatt ide gyűlt országgyűlés június 24-én vette kezdetét, melyet a leírások szerint  a ferences rend kolostorának ablakaiból és a tetőkről néztek végig a kíváncsi emberek.
A tárgyalásokon nemzetközi kérdésekkel foglalkoztak, melyek szeptember közepéig tartottak. Fő témája a cambrai-i ligához való csatlakozás kérdése volt.
Jelentős esemény történt július 10-én, mikor a pápai követ II. Ulászló királynak átadta a II. Gyula pápa által 1509 karácsonyán megáldott díszkardot és pallost, előbbi ma a Magyar Nemzeti Múzeumban látható. A Szentszék ezzel próbálta a magyar rendeket a török elleni hadjáratra buzdítani, hogy ne Velencével háborúzzon.
Az országgyűlés maga igen fényes volt. A kiváló személyiségek közül a következőkről tudósítanak Piero Pasqualigo és Guidotó Vincze, velencei követek jelentései. Itt voltak De Grassis Achilles pápai követ, a római császár 3, a lengyel és francia király 1-1 követe, továbbá a velencei, török, havasalföldi és moldvai követek, a brandenburgi őrgróf és sokan mások. Hazánk részéről Perényi Imre, a nádor 200 fős lovas kíséretével és a legfőbb országos méltóságok.
Tatán végül a Velence-ellenes párt került ki győztesen, de erő, akarat és pénz hiányában konkrét lépések ez irányban nem történtek. Tatát a főnemesség július második felében, a király pedig augusztus 10-én hagyta el a közelgő pestis miatt.

## Évforduló
2010. június 18-20. között zajlott az 1510-ben Tatán tartott országgyűlés 500. évfordulójának emlékére rendezett ünnepi eseménysorozat. A helyszín  Tata-Tóváros központja, az Országgyűlés tér és környéke volt. Az eseménysorozat részként emlékművet avattak, kiadták az Annales Tataienses könyvorozat újabb kötetét, ifjúsági konferenciát és ünnepi gálaműsort rendeztek, valamint megnyílt a megyei múzeumban az alkalomra szervezett kiállítás.

## Emlékezete
Emléktábla, valamint 2010 óta II. Ulászló kardjának másolata hirdeti, hogy Tatán 1510-ben országgyűlést tartottak.
Az emléktábla a mai Országgyűlés téren található Harangláb Kapucinus templom felé néző falán. Az emléktáblát az 1840-es években helyezték el. Szövege a következő: „II. Ulászló királyunk és a magyar országgyűlés 1510 nyarán a pusztító pestis elől a kristályos források városába Tatára húzódott. Mohács előtt másfél évtizeddel itt tárgyalta a Velence ellen létesült cambray-i ligába egyesült német és francia uralkodók követe a magyar rendekkel. Hozzájuk csatlakozott a pápa követe. De ide küldte követét Velence is, amely szintén a magyar király szövetségét kereste. A középkori magyar nagyhatalom hanyatló fényét hozta Tatára az az országgyűlés, amelynek emlékét ez a tábla idézi.”
A kapucinus templom előtti teret díszíti az emlékmű, mely II. Ulászló kardjának másolata, és amely Kotormán Norbert és Kotormán László, szobrászművész testvérpár alkotása.